# Вельтман Олександр Хомич
Олександр Хомич Вельтман (рос. Александр Фомич Вельтман, (*20 липня 1800, Санкт-Петербург — †23 січня 1870, Москва) — російський письменник, археолог, історик; дійсний статський радник. Член Московського археологічного товариства, член-кореспондент Петербурзької академії наук.
У своїй творчості поєднував казково-фантастичний, потойбічний світ з реальним, вільно використовував різні історичні й міфологічні часи та простори. Автор гіпотези про тотожність Яня Вишатича і Бояна «Слова». Боян за Вельтманом виник внаслідок помилкового прочитання тексту повісті. М.-Л. Чепа удосконалив гіпотезу, вважаючи, що маємо справу з назвою однієї й тієї ж особи різними іменами.
З 1852 року був директором Оружейної палати Московського Кремля. Тарас Шевченко згадав його в «Щоденнику» 21 березня 1858 в зв'язку з наміром відвідати Оружейну палату в супроводі Івана Забєліна, який служив помічником у Вельтмана.